# F21 (torpédo)
F21 Artémis je těžké torpédo ráže 533 mm vyvíjené pro francouzské námořnictvo francouzskou zbrojovkou DCNS. Ve službě nahradí dosavadní typ F17. Torpédo může být integrováno do výzbroje lodí a ponorek. Slouží k ničení lodí a ponorek. Přijetí torpéda do služby je plánováno na rok 2018.

## Vývoj
Torpédo je vyvíjeno zbrojovkou DCNS v rámci programu Artémis řízeného vyzbrojovací organizací DGA (Direction Générale de l’Armement). Cílem je vyzbrojit všechny francouzské jaderné ponorky novým těžkým torpédem nové generace, které by nahradilo torpéda F17 Mod.2. Zkušební odpaly prototypů torpéda probíhaly ve Středomoří od konce roku 2016. Účastnily se jich testovací plavidla Pégase, Janus a vybrané ponorky. Zkoušky byly úspěšně zakončeny v polovině roku 2017. Práce na vývoji torpéda tak pokročily do závěrečné fáze. V květnu 2018 bylo torpédo úspěšně vypuštěno z jaderné ponorky třídy Rubis. Přijetí torpéda do služby je plánováno na rok 2018.
Základní požadavek francouzského námořnictva je na 93 torpéd F21. První sérii šesti torpéd francouzské námořnictvo převzalo v listopadu 2019, přičemž první série torpéd pro brazilské námořnictvo byla předána v lednu 2020.

## Konstrukce
Torpédo může napadat cíle plující v hloubce 10 až 500 m. Po vypuštění je pomocí optického kabelu spojeno s mateřskou ponorkou, ze které může být řízeno. Zároveň může být nasazeno autonomně, s využitím naváděcí hlavice nové generace vyvinuté společností Thales Underwater Systems. Je poháněno elektromotorem napájeným z baterií typu AgO-Al. Elektromotor roztáčí dvojitý lodní šroub. Torpédo dosahuje rychlosti od 25 do více než 50 uzlů. Dosah je až 50 km. Zadní část torpéda s pohonným systémem je převzata z německého torpéda Atlas Elektronik SeaHake Mod.4.

## Uživatelé
- Austrálie – Australské královské námořnictvo vybralo typ F21 jako výzbroj plánovaných ponorek třídy Attack.[5]

- Brazílie – Brazilské námořnictvo vybralo typ F21 pro své plánované ponorky třídy Scorpène.[2]

- Francie – Francouzské námořnictvo vyzbrojí torpédy F21 všechny své jaderné ponorky.[2]

## Hlavní technické údaje (F21)
- Průměr: 533 mm
- Délka: 6 m
- Hmotnost: 1550 kg
- Cestovní rychlost: 25 uzlů
- Maximální rychlost: 50+ uzlů
- Dosah: 27 nám. mil (50 km)
- Hloubkový dosah: 10-500 m